# Tjernobyl-atomkraftværket
Tjernobyl Atomkraftværk (ukrainsk: Державне спецiалiзоване пiдприємство "Чорнобильська АЕС", russisk: Чернобыльская АЭС) er et nedlagt atomkraftværk beliggende nær byen Pripjat, 18 km nordvest for byen Tjernobyl i Ukraine. Kraftværket ligger desuden 16 km fra grænsen til Hviderusland og cirka 110 km nord for hovedstaden Kyiv.
Kraftværket blev i 1986 ramt af Tjernobylulykken, der ødelagde reaktor 4, men på grund af stor mangel på strøm efter ulykken blev værket holdt kørende til 2000, hvor den sidste reaktor blev slukket. Oprydningen af kraftværket er blevet sat til at afslutte i 2065. Den 3. januar 2010, blev en ukrainsk lov vedtaget, der fastlægger et program for at opnå det mål.

## Konstruktionen
V.I. Lenins atomkraftværk (russisk: Чернобыльская АЭС им. В.И.Ленина), som det blev kaldt i Sovjetunionen, bestod af fire kernereaktorer af typen RBMK-1000, der hver havde en effekt på 1000 megawatt (3.2 GW Termisk effekt). Det var det tredje atomkraftværk i Sovjetunionen af typen RBMK (efter Leningrad og Kursk), og det første kraftværk nogensinde på ukrainsk jord. I starten af 1986 producerede kraftværket 10% af al Ukraines strøm.
Opbygningen af værket startede i 1970, samtidig med at man begyndte at bygge byen Pripjat, der skulle huse arbejderne og deres familier. Reaktor nr. 1 kom i kommerciel drift i 1977, nr. 2 i 1978, nr. 3 i 1981 og nr. 4 i 1983.
Reaktor nr. 5 og 6, som også var af typen RBMK-1000, var under konstruktion, da Tjernobylulykken indtraf. Reaktor nr. 5 var omkring 70% færdig, og det var planlagt, at den skulle tages i brug den 7. november 1986.
Efter ulykken fortsatte arbejdet langsomt, men man valgte dog at droppe byggeriet den 1. januar 1988 og efterlade byggekranerne, som stadig står der i dag.
Reaktor 1 og 2 var førstegenerationsreaktorer og meget forskellige fra reaktor 3 og 4, som var andengenerationsreaktorer. Anden generation RBMK-1000 havde et mere sikkert system til at lokalisere fejl. Kontrolrummene i reaktor 1 og 2 var placeret på siden af reaktorerne uden en ekstra betonvæg eller stålkonstruktion. Kontrolrummene i reaktor 3 og 4 var placeret bag reaktorerne med en tyk betonvæg imellem.
Mange a-krafteksperter påstår derfor, at hvis Tjernobylulykken havde ramt reaktor 1 eller 2, ville ulykken have været meget værre. [kilde mangler]
Mange tidligere medlemslande i Sovjetunionen er senere blevet betalt af EU for at lukke deres førstegenerationsreaktorer ned, så de ikke er til fare for miljøet.

### Forsyningsnetværk
Kraftværket er koblet til 330-kV-nettet og 750-kV-nettet. 330-kV-nettet bliver under normale forhold ikke brugt af kraftværket, men bruges i stedet som en ekstern strømkilde i tilfælde af strømsvigt på værket. I tilfælde af at værket mister al forbindelse til ekstern strøm, kan de mest nødvendige systemer køres af dieselgeneratorer.

## Ulykker

### 1982
I 1982 ramte en nedsmeltning af reaktor 1 værket. På grund af Sovjetunionens regler for beskyttelse blev ulykken ikke offentliggjort før flere år efter. Reaktoren blev repareret og aktiveret igen efter få måneder.

### 1986
26. april 1986 opstod en ulykke ved reaktor 4, som er blevet kendt som den værste ulykke i atomkraftens historie. Denne ulykke kaldes Tjernobylulykken. Resultatet blev, at reaktor 4 blev helt ødelagt og derefter lukket inde i en betonsarkofag for at forhindre radioaktivt udslip. Befolkningen i kraftværkets nærhed blev evakueret. Store områder af Europa blev også ramt. Strålingseksponeringen uden for Ukraine, Hviderusland og den Russiske Føderation "kan sammenlignes med en årlig dosis fra den naturlige baggrundsstråling og er derfor af ringe radiologisk betydning" i følge United Nations Scientific Committee on the Effects of Atomic Radiation. Konstruktionen af en ny sarkofag til reaktor 4 er på vej.
| Citat     | To eksplosioner løftede det tonstunge cementlåg af reaktoren og sendte en haglbyge af radioaktivt kernemateriale op i luften | Citat |
| Øjenvidne | |       |

### 1991
I Tjernobylkraftværket havde man indrettet en åben turbinehal uden nogen form for skillevægge. Hver reaktor havde to turbiner. Den 11. oktober 1991 udbrød der brand i reaktor 2 i turbinehallen. Branden begyndte i reaktor 2's turbine 4 (ТГ-4 på russisk) på grund af en hydrogenlækage, der forårsagede skade på turbinen og turbinehallens loft. Efter branden i 1991 var der diskussioner om at udskifte den beskadigede turbine 4 fra reaktor 2 med turbine 7 fra reaktor 4 (reaktoren der blev skadet i 1986), da turbine 7 ikke var blevet skadet ved eksplosionen, efterfølgende ikke blev anvendt og fungerede optimalt. Dette ville betyde en lavere udgift på reparationen i stedet for udskiftning med en helt ny turbine.
Ukraines uafhængighed af Sovjetunionen i 1991 betød en større diskussion vedrørende Tjernobylemnet, da Rada, Ukraines nye parlament, bestod af et flertal af unge reformpolitikere. Diskussioner om Ukraines fremtid vedrørende atomenergi endte i politisk enighed om at lukke ned for reaktor 2.

### 2013
Den 23. februar 2013 forårsagede omfattende snevejr at ca. 600 kvadratmeter tag og omliggende væg kollapsede ned i turbinehallen. Kollapsen påvirkede ikke sarkofagen, og ingen variation i det radioaktive niveau er registreret. Taget der kollapsede var bygget efter Tjernobylulykken, og blev senere repareret.

## Nedlukningen af værket
Fra 1991 pressede nationerne fra vesten Ukraine for at få værket lukket. Efter branden i reaktor 2 blev det besluttet at man ville tage værket igennem 2 stadier, hvor den ene af de to tilbageværende reaktorer ville blive lukket ned i 1996 og den anden i 2000. Det blev besluttet at reaktor 1 skulle lukkes først, da reaktor 1 var ældre end reaktor 3 og dermed økonomisk mere tidssvarende.
Reaktor 3 var den sidste reaktor der kørte i Tjernobylværket. Den blev lukket den 15. december 2000. Under den officielle nedlukningsceremoni befandt den daværende præsident, Leonid Kuchma, sig i kontrolrummet. Omkring kl. 13:20 (lokal tid) trykkede de på knappen AZ5, knappen til hurtig nedlukning, som skulle slukke reaktorerne uden ventetid, hvilket resulterede i at strømmåleren ramte nul få sekunder efter. Det skete som planlagt.
Selv efter lukningen fortsatte folk med at arbejde på værket for at uskadeliggøre reaktorerne 1-3, hvilket man forventer kommer til at tage år. Det første stadie til total nedlukning inkluderer fjernelse af alle stærkt radioaktive atomiske væsker, som er placeret i dybe vandafkølingsdamme. Opbevaringsbygninger til vandet er normalt ikke bygget til at holde længe, og de der ligger nær værket, kan ikke rumme al væsken fra reaktor 1, 2 og 3. Et andet lager, der vil kunne rumme væskerne i længere tid end de normale bygninger ved at benytte et tørresystem, er planlagt.
Fjernelse af affald er begyndt ved reaktor 1 og dette arbejde forventes afsluttet nær årene 2020-2022.
Resterne af reaktor 4 vil være radioaktive i længere tid. Isotopen, der er ansvarlig for størstedelen af de eksterne gammastrålingsdoser ved værket, er Cs-137, hvilket har en halveringstid på omkring 30 år. Uden yderligere dekontamineringsarbejde er det sandsynligt at gammastrålerne de næste 300 år vil ligge på niveau med baggrundsstrålingens. Men da det meste af alfa-emittere lever længere, vil jorden og mange overflader i og omkring værket fortsat være forurenet med plutonium og americium, som begge har radikalt længere halveringstider. Det forventes at værket bliver fuldt nedlukket når strålerne og radioaktiviteten er faldet til nær normalt niveau, eller til det er muligt for arbejdere at fjerne resterne uden at beskadige sig selv.

### Udskiftning af sarkofag
Den 17. september 2007 blev det annonceret at en ny stålindeslutningsstruktur vil blive bygget til at erstatte den aldrende og i hast byggede sarkofag, der beskytter reaktor 4. Projektet er finansieret og bestyret af European Bank for Reconstruction and Development, mens det blev designet og bygget af det franskledede konsortium Novarka, som inkluderer firmaerne Bouygues og Vinci. Novarka byggede en gigantisk arklignende struktur af stål der blev omkring 270 m bred, 100 m høj og 150 m lang som dækkede over den gamle og forfaldne betonsarkofag.
Man har beregnet at projektet vil koste cirka $1.4 milliarder (£700 millioner, €1 milliarder), og forventes færdig i 2017. En separat aftale er også blevet lavet med det amerikanske firma Holtec, til at bygge en lagerbygning der skal rumme de mange giftige og radioaktive genstande fra zonen.
D. 14. november 2016, begyndte sarkofagen dens anslåede rejse på 5 dage over den eksisterende sarkofag, det endte dog med at tage 15 dage, og sarkofagen nåede sin destination d. 29. november 2016.

## Ture til Tjernobyl
Ministeriet for atomkraftværker i Ukraine lader nu turister gå på særlige rundvisninger i området.